# Игнатьев, Владислав Николаевич
Владислав Николаевич Игнатьев (бел. Уладзіслаў Мікалаевіч Ігнацьеў; род. 13 февраля 2003, Минск) — белорусский футболист, вратарь клуба БАТЭ, выступающий за «Минск» на правах аренды.

## Карьера

### БАТЭ

#### Аренда в «Островец»
Воспитанник футбольной академии столичного «Минска». Позже перебрался в структуру борисовского БАТЭ, в котором начиная с 2021 года стал выступать за дублирующий состав. Также несколько раз попадал в заявку основной команды клуба. Вместе с клубом стал обладателем Суперкубка Беларуси, где в финале 5 марта 2022 года победили солигорский «Шахтёр», однако сам футболист остался на скамейке запасных. Весь сезон футболист продолжил выступать за дублирующий состав клуба. В марте 2023 года футболист на правах арендного соглашения перешёл в «Островец». Дебютировал за клуб 8 апреля 2023 года в матче против «Слонима-2017». Закрепиться в клубе у футболиста не вышло, проведя за первую половину чемпионата 3 матчах, единожды оставив свои ворота нетронутыми. В июле 2023 года футболист был отозван из аренды.

#### Аренда в «Гомель»
В августе 2023 года появилась информация, что футболист на правах арендного соглашения присоединился к «Гомелю», что подтвердили в пресс-службе клуба. Вскоре гомельский клуб официально представил футболиста, арендовав вратаря до конца сезона. Дебютировал за клуб 12 августа 2023 года в матче против новополоцкого «Нафтана». Футболист сразу же стал ключевым вратарём гомельского клуба. По итогу сезона футболист вместе с клубом завершил чемпионат на итоговом шестом месте. В декабре 2023 года, по окончании срока арендного соглашения, борисовский БАТЭ сообщил, что футболист покидает клуб на правах свободного агента.

#### Сезон 2024
В декабре 2023 года появилась информация, что футболист продолжит выступать за «Гомель» на постоянной основе. В январе 2024 года появилась информация, что футболист вернулся в борисовский БАТЭ, с которым подписал новый двухлетний контракт. Вскоре пресс-служба клуба официального сообщила, что футболист продлил контракт с клубом и начнёт готовиться к новому сезону с основной командой борисовчан. Дебютировал за клуб футболист 16 марта 2024 года в матче против «Минска», отличившись отражённым пенальти.

#### Аренда в «Минск»
26 февраля 2025 года перешёл в «Минск» на правах аренды до конца сезона.

## Международная карьера
В ноябре 2023 года футболист получил вызов в молодёжную сборную Беларуси. Дебютировал за сборную 15 ноября 2023 года в товарищеском матче против сборной России.

## Достижения
БАТЭ
- Обладатель Суперкубка Беларуси: 2022